# Lista över Metroid-media

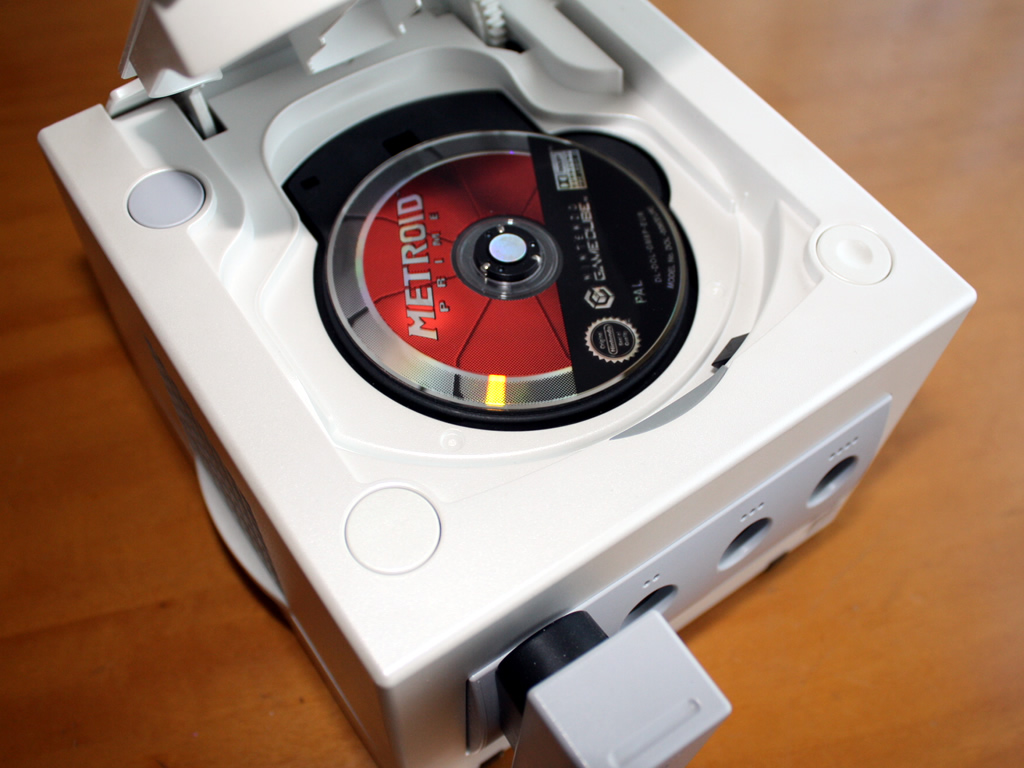
Metroid Prime-skivan i Nintendo Gamecube.

Metroid är en datorspelsserie med science fiction-tema utgiven av Nintendo. Det första spelet, Metroid, släpptes i Japan den 6 augusti 1986, i Nordamerika i augusti 1987 och i PAL-regionen den 15 januari 1988. Serien har främst utvecklats av företagets förstapartsutvecklare, men även den dåvarande andraparten Fuse Games och tredjeparten Team Ninja har medverkat. Alla spel har dock utvecklats exklusivt för spelkonsoler av Nintendo, daterade från Famicom Disk System till Wii. Sammanlagt består serien av elva spel, exkluderat samlingsspelet Metroid Prime Trilogy, varav det senaste är Metroid: Other M till Wii från 2010. Förutom spelen finns Metroid även som tecknad serie och manga samt att soundtrack släppta på CD finns tillgängliga.
Serien kretsar kring Samus Aran, en prisjägare som skyddar galaxen från framför allt Rymdpiraterna och deras planer på att i första hand utnyttja krafterna hos de eponyma Metroiderna. Spelupplägget blandar i regel element från skjut-, plattforms- och äventyrsspel, och serien är även känd för sitt icke-linjära spelsätt med tyngd på utforskning i öppna världar. 2D-spelen är samtliga sidscrollare och Metroid Prime-spelen i 3D är förstapersonsskjutare, medan Metroid: Other M är en tredjepersonsskjutare med alternativet att byta till förstapersonsperspektiv. Metroid är en av Nintendos mest framgångsrika datorspelsserier, med över 17 miljoner sålda spel september 2012 och ett generellt väldigt starkt kritiskt mottagande. Dock på senare tid med mer varierad kritik.

## Datorspel

### Huvudserien
| Titel | Detaljer |
| --- | --- |
| Metroid Ursprungliga utgivningsdatum: JP: 6 augusti 1986 NA: Augusti 1987 PAL: 15 januari 1988                                     | Utgivningsår efter system: 1986 – Famicom Disk System 1987 – Nintendo Entertainment System 2004 – Game Boy Advance 2007 – Wii Virtual Console 2011 – 3DS Virtual Console 2013 – Wii U Virtual Console |
| Metroid Ursprungliga utgivningsdatum: JP: 6 augusti 1986 NA: Augusti 1987 PAL: 15 januari 1988                                     | Noteringar: - Första Metroid-spelet. - Släppt i Japan till Famicom Disk System med ett sparsystem för tre sparfiler, internationellt släppt till Nintendo Entertainment System med ett lösenordssystem för fortsatta framsteg. - Är dessutom ett upplåsbart spel som går att spela om man sammankopplar Metroid Fusion och Metroid Prime med hjälp av en Nintendo Gamecube Game Boy Advance Cable, eller om man klarar Metroid: Zero Mission. - Släpptes ursprungligen bara genom ambassadörsprogrammet på Nintendo 3DS, men är sedan 2012 även allmänt tillgängligt för köp. |
| Metroid II: Return of Samus Ursprungliga utgivningsdatum: JP: 21 januari 1992 NA: November 1991 EU: 21 maj 1992                    | Utgivningsår efter system: 1991 – Game Boy 2011 – 3DS Virtual Console |
| Metroid II: Return of Samus Ursprungliga utgivningsdatum: JP: 21 januari 1992 NA: November 1991 EU: 21 maj 1992                    | Noteringar: - Första Metroid-spelet till en bärbar spelkonsol. - Nintendo hade planer på att göra en uppdatering till Game Boy Color (under namnet Metroid II: Return of Samus DX), och de övervägde även en remake till Game Boy Advance. - Återutgivet 1 mars 2000 i Japan genom Nintendo Power-systemet. |
| Super Metroid Ursprungliga utgivningsdatum: JP: 19 mars 1994 NA: 18 april 1994 PAL: 28 juni 1994                                   | Utgivningsår efter system: 1994 – Super Nintendo Entertainment System 2007 – Wii Virtual Console 2013 – Wii U Virtual Console |
| Super Metroid Ursprungliga utgivningsdatum: JP: 19 mars 1994 NA: 18 april 1994 PAL: 28 juni 1994                                   | Noteringar: - Återutgivet 30 september 1997 i Japan genom Nintendo Power-systemet. |
| Metroid Fusion Ursprungliga utgivningsdatum: JP: 14 februari 2003 NA: 17 november 2002 EU: 22 november 2002 AUS: 29 november 2002  | Utgivningsår efter system: 2002 – Game Boy Advance 2011 – 3DS Virtual Console 2014 – Wii U Virtual Console |
| Metroid Fusion Ursprungliga utgivningsdatum: JP: 14 februari 2003 NA: 17 november 2002 EU: 22 november 2002 AUS: 29 november 2002  | Noteringar: - Den japanska versionen har tre svårighetsgrader att välja mellan, till skillnad från de internationella versionerna som endast har en. - Släpptes samma dag som Metroid Prime i Nordamerika. - Är bara tillgängligt på Nintendo 3DS genom ambassadörsprogrammet. |
| Metroid: Zero Mission Ursprungliga utgivningsdatum: JP: 27 maj 2004 NA: 9 februari 2004 EU: 8 april 2004 AUS: 19 mars 2004         | Utgivningsår efter system: 2004 – Game Boy Advance 2014 – 3DS Virtual Console |
| Metroid: Zero Mission Ursprungliga utgivningsdatum: JP: 27 maj 2004 NA: 9 februari 2004 EU: 8 april 2004 AUS: 19 mars 2004         | Noteringar: - Remake av Metroid med förbättrad grafik, nya spelfunktioner, nya områden att utforska och förlängd handling; innehåller också originalspelet som upplåsbart extramaterial. |
| Metroid: Other M Ursprungliga utgivningsdatum: JP: 2 september 2010 NA: 31 augusti 2010 EU: 3 september 2010 AUS: 2 september 2010 | Utgivningsår efter system: 2010 – Wii |
| Metroid: Other M Ursprungliga utgivningsdatum: JP: 2 september 2010 NA: 31 augusti 2010 EU: 3 september 2010 AUS: 2 september 2010 | Noteringar: - Utvecklat av "Project M"; ett samarbete mellan Nintendo, Team Ninja och D-Rockets. - Första spelet i serien i vilket Samus Aran talar. |
| Metroid: Samus Returns Ursprungligt utgivningsdatum: INT: 17 september 2017                                                        | Utgivningsår efter system: 2017 – Nintendo 3DS |
| Metroid: Samus Returns Ursprungligt utgivningsdatum: INT: 17 september 2017                                                        | Noteringar: - Remake av Metroid II: Return of Samus. |
| Metroid Dread Ursprungligt utgivningsdatum: INT: 8 oktober 2021                                                                    | Utgivningsår efter system: 2021 – Nintendo Switch |
| Metroid Dread Ursprungligt utgivningsdatum: INT: 8 oktober 2021                                                                    | Noteringar: - Ryktades redan 2005, men utvecklingen lades ned då p.g.a. tekniska begränsningar. |

### Metroid Prime-serien
| Titel | Detaljer |
| --- | --- |
| Metroid Prime Ursprungliga utgivningsdatum: JP: 28 februari 2003 NA: 17 november 2002 EU: 21 mars 2003 AUS: 3 april 2003               | Utgivningsår efter system: 2002 – Nintendo Gamecube 2009 – Wii |
| Metroid Prime Ursprungliga utgivningsdatum: JP: 28 februari 2003 NA: 17 november 2002 EU: 21 mars 2003 AUS: 3 april 2003               | Noteringar: - Första 3D-spelet i serien och även det första spelet i serien som använder sig av ett förstapersonsperspektiv. - Återutgivet till Wii genom New Play Control!-serien i Japan och som en del i Metroid Prime Trilogy internationellt.                          |
| Metroid Prime 2: Echoes Ursprungliga utgivningsdatum: JP: 26 maj 2005 NA: 15 november 2004 EU: 26 november 2004 AUS: 2 december 2004   | Utgivningsår efter system: 2004 – Nintendo Gamecube 2009 – Wii |
| Metroid Prime 2: Echoes Ursprungliga utgivningsdatum: JP: 26 maj 2005 NA: 15 november 2004 EU: 26 november 2004 AUS: 2 december 2004   | Noteringar: - Känt som Metroid Prime 2: Dark Echoes (メトロイドプライム2: ダークエコーズ?) i Japan. - Första Metroid-spelet med ett multiplayer-läge. - Återutgivet till Wii genom New Play Control!-serien i Japan och som en del i Metroid Prime Trilogy internationellt. |
| Metroid Prime Pinball Ursprungliga utgivningsdatum: JP: 19 januari 2006 NA: 24 oktober 2005 EU: 22 juni 2007 AUS: 1 december 2005      | Utgivningsår efter system: 2005 – Nintendo DS |
| Metroid Prime Pinball Ursprungliga utgivningsdatum: JP: 19 januari 2006 NA: 24 oktober 2005 EU: 22 juni 2007 AUS: 1 december 2005      | Noteringar: - Remake av Metroid Prime i flipperformat. - Bundlades tillsammans med Nintendo DS Rumble Pak i Nordamerika. |
| Metroid Prime Hunters Ursprungliga utgivningsdatum: JP: 1 juni 2006 NA: 20 mars 2006 EU: 5 maj 2006 AUS: 25 maj 2006                   | Utgivningsår efter system: 2006 – Nintendo DS 2015 – Wii U Virtual Console |
| Metroid Prime Hunters Ursprungliga utgivningsdatum: JP: 1 juni 2006 NA: 20 mars 2006 EU: 5 maj 2006 AUS: 25 maj 2006                   | Noteringar: - En demoversion av spelet, kallad Metroid Prime Hunters: First Hunt, var inkluderad med Nintendo DS-lanseringen i alla regioner utom Japan. - Första spelet i serien med online multiplayer. - Första Nintendo DS-spelet med röstchatt över Internet.          |
| Metroid Prime 3: Corruption Ursprungliga utgivningsdatum: JP: 6 mars 2008 NA: 27 augusti 2007 EU: 26 oktober 2007 AUS: 8 november 2007 | Utgivningsår efter system: 2007 – Wii |
| Metroid Prime 3: Corruption Ursprungliga utgivningsdatum: JP: 6 mars 2008 NA: 27 augusti 2007 EU: 26 oktober 2007 AUS: 8 november 2007 | Noteringar: - Första Metroid-spelet med rörelsekontroller. - Första spelet i serien att ha en förhandsvisning tillgänglig online via spelkonsolen. |
| Metroid Prime Trilogy Ursprungliga utgivningsdatum: NA: 24 augusti 2009 EU: 4 september 2009 AUS: 15 oktober 2009                      | Utgivningsår efter system: 2009 – Wii 2015 – Wii U Eshop |
| Metroid Prime Trilogy Ursprungliga utgivningsdatum: NA: 24 augusti 2009 EU: 4 september 2009 AUS: 15 oktober 2009                      | Noteringar: - Innehåller Metroid Prime, Metroid Prime 2: Echoes och Metroid Prime 3: Corruption; alla med Wii Remote-styrning. |
| Metroid Prime: Federation Force Ämnat utgivningsdatum: 2016                                                                            | Ämnat utgivningssystem: 2016 – Nintendo 3DS |
| Metroid Prime: Federation Force Ämnat utgivningsdatum: 2016                                                                            | Noteringar: - Utannonserat på E3-mässan 2015. - Första spelet där Samus Aran inte är spelbar; dock kommer hon att medverka på något annat sätt. |

## Soundtrack
| Titel | Utgivningsdatum | Längd   | Skivbolag    |
| --- | --------------- | ------- | ------------ |
| Super Metroid – Sound in Action | 22 juni 1994    | 58:49   | Sony Records |
| Noteringar: - Innehåller, förutom musik från Metroid och Super Metroid, även fem omarrangerade låtar från Super Metroid. - Musiken från Metroid komponerades av Hirokazu Tanaka. - Musiken från Super Metroid komponerades av Kenji Yamamoto och Minako Hamano. |                 |         |              |
| Metroid Prime & Fusion Original Soundtracks | 18 juni 2003    | 2:12:00 | Scitron      |
| Noteringar: - Dubbel-CD-set; varje skiva innehåller soundtracket från ett av spelen. - Musiken från Metroid Prime komponerades av Kenji Yamamoto och Kouichi Kyuma. - Musiken från Metroid Fusion komponerades av Minako Hamano och Akira Fujiwara.             |                 |         |              |

## Tryckt media

### Tecknade serier
| Titel | Utgivningsdatum    | Originalpublikation             |
| --- | ------------------ | ------------------------------- |
| Metroid | Juli 1990          | Nintendo Comics System (TPB #2) |
| Noteringar: - Tre korta historier av Valiant Comics i ett och samma nummer som delar samma tema som, men inte är helt adapterade från, originalspelet: - The Coming of a Hero (2 sidor), av George Caragonne, James Brock, Bob Layton, Jade, Kathryn Bolinger. - Metroid (1 sida), av George Caragonne, Mickey Ritter, Jan Harpes, Jade. - Deceit Du Jour (10 sidor), av Mark McClellan and Bill Vallely, Vince Mielcarek, Bob Layton, Jade, Joe Quesada och The Gradations. |                    |                                 |
| Super Metroid | Februari–juni 1994 | Nintendo Power (#57–#61)        |
| Noteringar: - Adaption av spelet i fem delar av Benimaru Itoh. |                    |                                 |
| Metroid Prime | Januari–mars 2003  | Nintendo Power (#164–#166)      |
| Noteringar: - Adaption av spelet i tre delar av Dreamwave Productions. - Skriven av Kato Li (manus), Sigmund Torre (illustration; första sidan av Pat Lee), Gary Yeung och Alan Wang (färger). |                    |                                 |

### Manga
| Metroid | 1986                     | Wanpakku Comics            |
| Noteringar: - 195 sidor lång manga/spelguide endast släppt i Japan. |                          |                            |
| Super Metroid | Augusti 1994             | Shounen Oh Game Comic (#1) |
| Noteringar: - 18 sidor lång adaption, bestående av humoristiska serier med fyra serierutor. |                          |                            |
| Metroid: Samus & Joey | December 2002–april 2004 | Comic Bom Bom              |
| Noteringar: - Manga i tre volymer som kretsar kring Samus Arans äventyr tillsammans med en pojke kallad Joey. |                          |                            |
| Metroid | November 2003–maj 2004   | Magazine Z                 |
| Noteringar: - Manga i två volymer som berättar Samus Arans bakgrundshistoria, skriven av Kouji Tazawa (manus) och Kenji Ishikawa (illustration). - De två första kapitlen av volym ett fick en onlineversion med färg och ljudeffekter. |                          |                            |
| Metroid EX: Samus & Joey | Maj 2004–april 2005      | Comic Bom Bom              |
| Noteringar: - Uppföljare och avslutande del till Metroid: Samus & Joey, som till skillnad från sin föregångare aldrig publicerades i en samlingsvolym.                                                                                  |                          |                            |
| Metroid Prime: Episode of Aether | Juli 2005–januari 2006   | Comic Bom Bom              |
| Noteringar: - Adaption av Metroid Prime 2: Echoes, skriven av Hisashi Matsumoto och publicerad genom sju nummer av tidskriften. |                          |                            |